# Francesco Dal Pozzo
Francesco Dal Pozzo, detto il Puteolano (Contignaco, ... – Milano, 1490), è stato un umanista italiano.

## Biografia
Francesco Dal Pozzo, detto il Puteolano, nacque da Melchiorre a Contignaco nella prima metà del XV secolo, nei pressi di Parma. Educato alla corte sforzesca di Milano, fu richiamato a corte da Giovanni II Bentivoglio, signore di Bologna, quale lettore dello Studium bolognese, città nel quale fu agevolato dal Bentivoglio stesso quale precettore dei figli e fautore della creazione di un "rinascimento bolognese". Il merito principale del Puteolano, che nel frattempo aveva preso gli ordini sacri, fu quello di installare a Bologna la prima stamperia della città nel 1470 con la quale pubblicò l'editio princeps dell'opera ovidiana e di Tacito.
Nemico dell'umanista Gabriello Paveri, fu chiamato a Milano dal segretario ducale Cicco Simonetta quando il Paveri cadde in disgrazia nel 1477. Successivamente, ottenuto il favore del nuovo reggente Ludovico Sforza, il periodo milanese, che durò fino alla morte del Puteolano avvenuta nel 1490, fu contrassegnata da opere adulatorie nei confronti del signore sforzesco (Ad Illustrissimum, ac moderatissimum Principem Ludovicum Sphortiam) e dalle liti col Paveri, che cercò di screditarlo agli occhi del Moro con opere diffamatorie.